# Seututie 748
Pour les articles homonymes, voir Route 748.
La route régionale 748 (finnois : Seututie 748)  est une route régionale à Kruunupyy en Finlande,,.

## Présentation
La seututie 748 est une route régionale d'Ostrobotnie.

## Parcours
- Kruunupyy
  - Centre de Kruunupyy
  - Aéroport de Kokkola-Pietarsaari
  - Bast
  - Alaveteli